# Saint-Crépin-et-Carlucet
Saint-Crépin-et-Carlucet is een gemeente in het Franse departement Dordogne (regio Nouvelle-Aquitaine) en telt 519 inwoners (2019). De plaats maakt deel uit van het arrondissement Sarlat-la-Canéda.

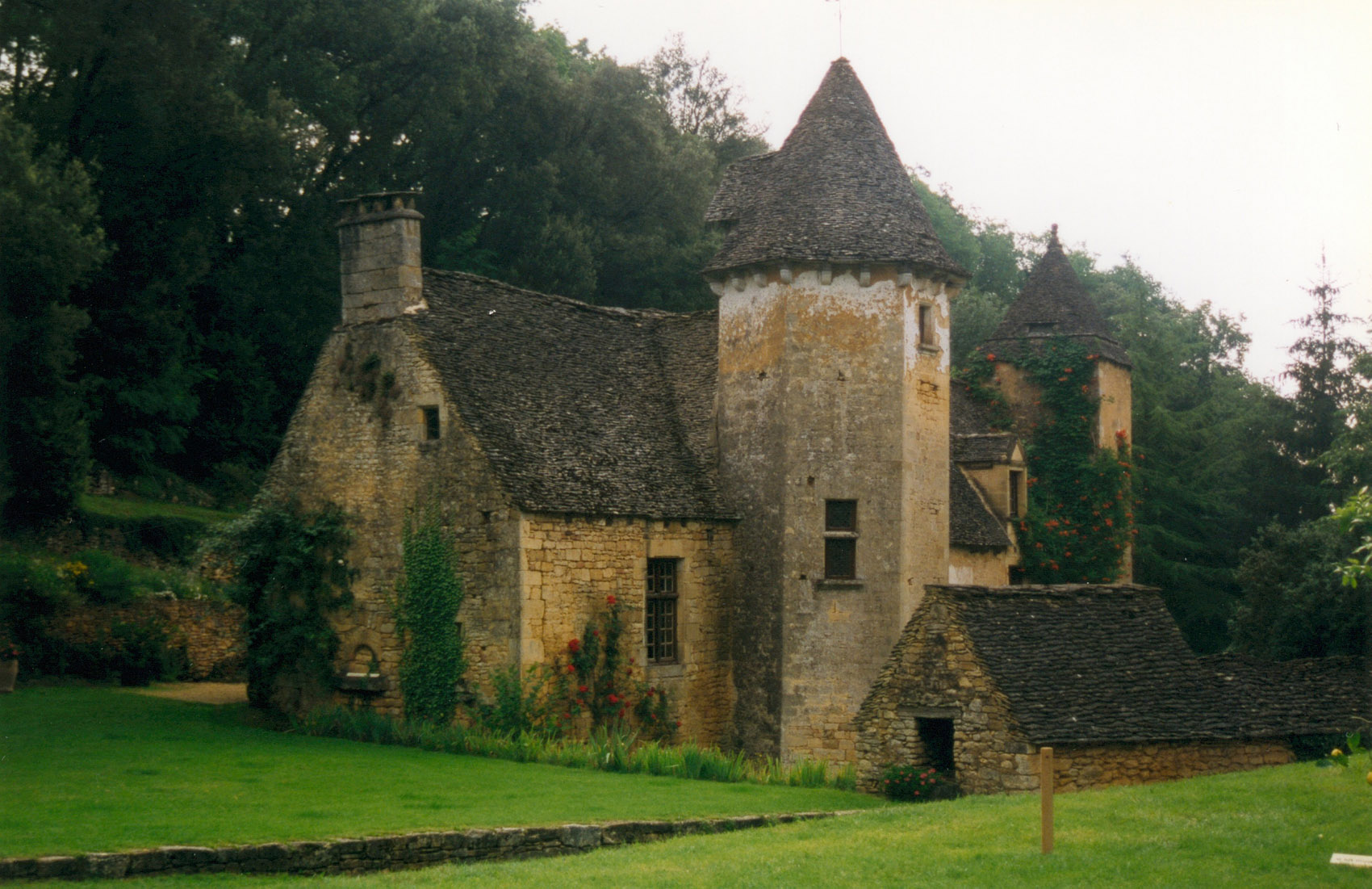
Kasteel van Saint-Crépin-et-Carlucet
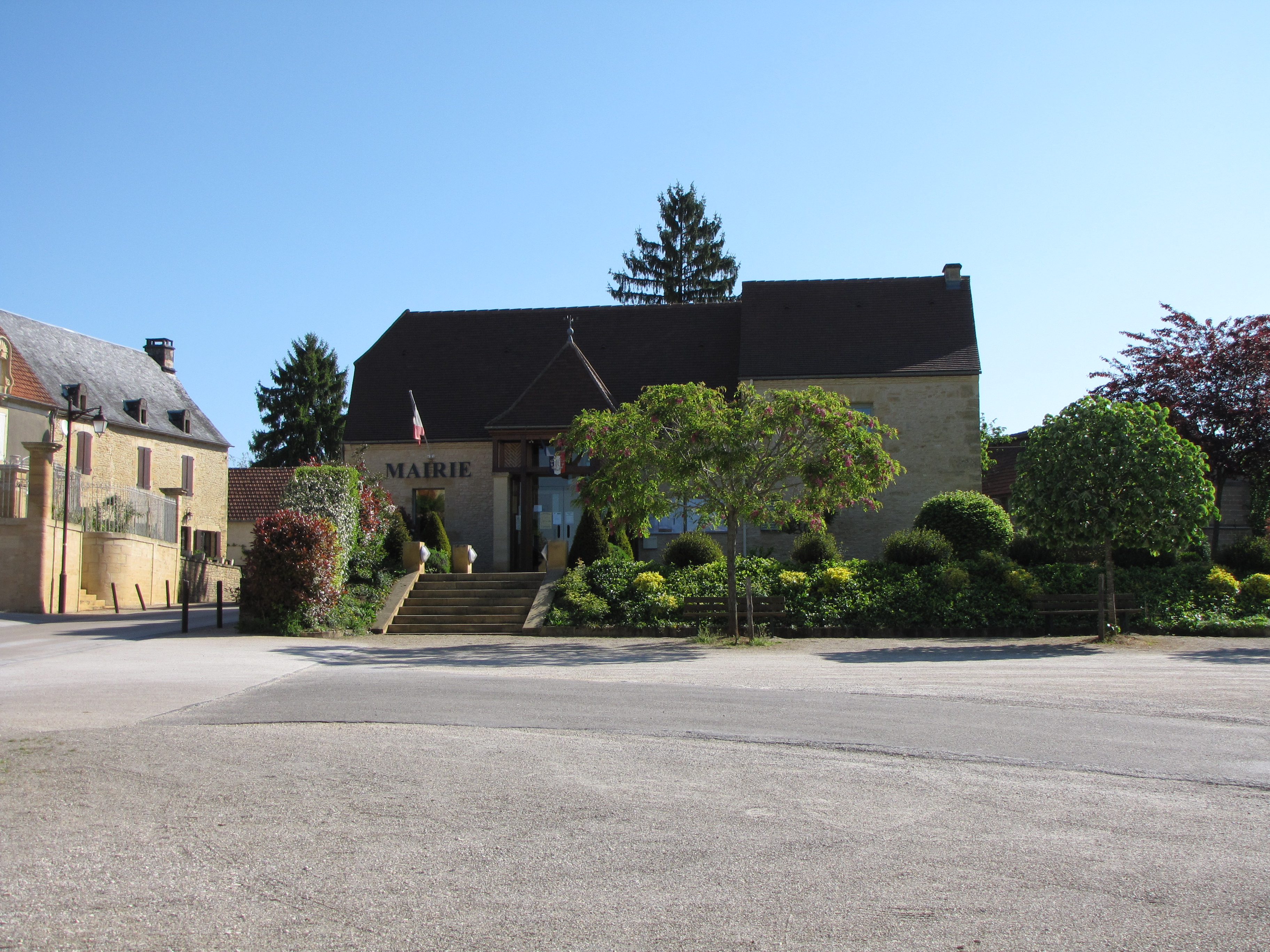
Gemeentehuis

## Geografie
De oppervlakte van Saint-Crépin-et-Carlucet bedraagt 18,6 km², de bevolkingsdichtheid is 21,9 inwoners per km².
De onderstaande kaart toont de ligging van Saint-Crépin-et-Carlucet met de belangrijkste infrastructuur en aangrenzende gemeenten.

## Demografie
Onderstaande figuur toont het verloop van het inwonertal (bron: INSEE-tellingen).